# Clădirea fostei școli agronomice din Soroca
Clădirea fostei școli agronomice din Soroca este un monument de arhitectură din orașul Soroca, construit în stil neoclasic. Este localizată la intersecția unor vechi străzi de acces în oraș. Se află în stare de degradare.